# 美冠兰
美冠兰（学名：Eulophia graminea）为兰科美冠兰属下的一个种。

## 扩展阅读
- 維基物種上的相關：美冠兰